# بخش تحقیقات ۵: مغز
بخش تحقیقات ۵: مغز (انگلیسی: CBI 5: The Brain) فیلم دلهره‌آور معمایی هندی مالایالم-زبان، تولید سال ۲۰۲۲ است که کارگردانی آن را کی. مادهو برعهده داشت و توسط اس. ان. سوامی به نگارش درآمده است. این فیلم، پنجمین بخش از مجموعه فیلم بخش تحقیقات است. فیلم در روز ۱ مهٔ ۲۰۲۲ اکران گردید.